# Эдвард Руки-ножницы
 «Эдвард Руки-ножницы» (англ. Edward Scissorhands) — романтический фэнтези-фильм Тима Бёртона, первый фильм режиссёра с участием Джонни Деппа. Мировая премьера состоялась 6 декабря 1990 года. Продюсерами картины выступили сам Бёртон и Дениз Ди Нови. Сценарий написан Бёртоном в соавторстве с Кэролайн Томпсон. Главные роли исполнили Джонни Депп, Вайнона Райдер, Энтони Майкл Холл, Дайан Уист, Кэти Бейкер, Алан Аркин и Винсент Прайс. Большая часть съёмок проходила в Лутце, штат Флорида, с 10 марта по 10 июня 1990 года.
Сюжет повествует о недоработанном механическом человеке с ножницами вместо кистей рук по имени Эдвард, которого находит и забирает жить к себе в дом семья маленького города. Эдвард пытается влиться в общество обычных людей и влюбляется в юную дочь семейной пары, приютившей его.
Бёртон задумал историю о механическом персонаже с руками-ножницами ещё в детстве. Прототип городка, что фигурирует в фильме, имеет много общего с пригородом Бербанка, штат Калифорния, где Бёртон провёл детство. Кэролайн Томпсон была нанята для адаптации задумки Бертона в полноценный сценарий во время подготовки к съёмкам фэнтези-комедии «Битлджус». Представители студии 20th Century Fox приняли сценарий и взялись за производство, в то  время как Warner Bros. отказала. Во время работы над фильмом Тим Бёртон в четвёртый раз сотрудничал с композитором Дэнни Эльфманом, также кинокартина стала последней крупной ролью для Винсента Прайса, знаменитого по ролям в готических фильмах ужасов.
Фильм получил признание критиков и зрителей, а также получил ряд наград.

## Сюжет
В прологе пожилая дама рассказывает своей внучке историю на ночь о том, почему идёт снег.
Основное действие начинается в неназванном маленьком городке, чьё население составляют типичные американские семьи. Одна из жительниц, миссис Пэг Боггс, работает коммивояжёром косметической фирмы Avon. В один из дней ей не удаётся что-либо продать жителям, и она решает отправиться в таинственный готический замок на холме в надежде хоть на одну успешную сделку, однако не находит там никого, кроме некоего Эдварда. Эдвард не человек, у него механическое тело. Когда-то в замке жил учёный-изобретатель, создавший множество причудливых механизмов. Однажды он решил создать человекоподобного автоматона на основе механизма, выполняющего функцию по нарезке овощей. Учёный дорабатывал своё творение постепенно и старался воспитывать как человека. К сожалению, изобретатель умер, не успев установить Эдварду кисти рук — вместо них у него так и остались ножницы. Миссис Боггс жалеет Эдварда, который провёл в тёмной крепости всю свою жизнь, и забирает его к себе домой. Новость быстро узнают все жители, и Эдвард становится местной достопримечательностью. Его руки-ножницы обнаруживают удивительные способности к фигурной стрижке кустов и парикмахерскому искусству. Сам Эдвард влюбляется в дочь Боггсов, Ким, заметив её фотографию.
Боггсы тепло принимают Эдварда в своём доме. Отца семейства зовут Билл, и, помимо дочери, у них есть сын Кевин. Первое время Эдварду сложно ладить как с окружающими, так и с незнакомой обстановкой, но постепенно с помощью новых друзей он становится полноправным жителем городка. Эдвард стрижёт соседям кусты, делает стрижки женщинам и даже их собакам, старается в целом быть нужным людям. Пэг даже предлагает Эдварду открыть салон-парикмахерскую, но неудачная попытка одной из домохозяек соблазнить Эдварда и отказ местного банка дать ему кредит разрушают эти планы.
Джим, кавалер Ким, из ревности дважды подставляет Эдварда. В первый раз он уговаривает того ограбить дом собственных родителей, заметив, как ловко одно из тонких лезвий Эдварда справляется со взломом дверных замков. Авантюра проваливается, Эдвард попадает в полицейский участок, но ему удаётся отделаться всего одним днём ареста. Приближается Рождество, все готовятся к празднику, а Эдвард с помощью своих ножниц создаёт из ледяных глыб скульптуры. Позже Эдвард спасает Кевина из-под колёс автофургона друзей Джима и при этом случайно ранит Кевина. Эдварду приходится бежать обратно в замок на горе, спасаясь от самосуда. Шериф преследует Эдварда до замка, однако жалеет его, производит несколько выстрелов в воздух и даёт возможность скрыться. Разгневанная Ким, зная все обстоятельства, отталкивает Джима и спешит за Эдвардом. Вслед за ней устремляются и горожане, несмотря на увещевания Боггсов и шерифа, уверяющего, что «всё кончено». 
Уязвлённый Джим, захватив с собой пистолет, находит Ким и Эдварда в замке. Он избивает Эдварда и пытается застрелить, хотя Ким изо всех сил заступается за него. Схватка заканчивается тем, что Эдвард пронзает Джима своими лезвиями, и тот выпадает в окно. Ким признаётся в любви Эдварду, выбегает к горожанам и заявляет, показав запасной протез рук-ножниц, что Джим и Эдвард убили друг друга.
Проходит много лет, Ким стареет, а Эдвард, ничуть не изменившийся, всё так же живёт в своем замке, стрижёт кусты, а зимой вырезает ледяные скульптуры. Ким больше никогда не видела его, но всё так же помнит и любит. Она рассказывает своей внучке историю о нём и о том, «почему идёт снег» — это маленькие льдинки, вылетающие из-под лезвий Эдварда, когда тот создаёт очередную ледяную скульптуру.

## В ролях
- Джонни Депп — Эдвард
- Вайнона Райдер — Ким
- Алан Аркин — Билл
- Дайан Уист — Пэг
- Энтони Майкл Холл — Джим
- Кэти Бейкер — Джойс
- Роберт Оливери — Кевин Боггс, младший брат Ким
- Винсент Прайс — Изобретатель
- Кончата Феррелл — Елена
- Кэролайн Аарон — Мардж
- Дик Энтони Уильямс — офицер Аллен
- О-Лан Джонс — Эсмеральда

## Саундтрек
«Эдвард руки-ножницы» является четвёртым художественным фильмом, над которым совместно работали режиссёр Тим Бёртон и композитор Дэнни Эльфман.
Оркестр состоял из 79 музыкантов. Эльфман называет этот фильм его самой личной и любимой работой. Также в картине звучат три песни Тома Джонса: «It’s Not Unusual», «Delilah» и «With These Hands». «It’s Not Unusual» позже была использована в «Марс Атакует!» картине 1996 года, ещё одном фильме Бёртона с музыкой, написанной Эльфманом.

## Отзывы и критика
На сайте Rotten Tomatoes фильм имеет рейтинг 90 %, на основании 58 рецензий критиков, со средней оценкой 7,7 из 10. Критический консенсус сайта гласит: «Первое сотрудничество Джонни Деппа и Тима Бёртона — это волшебная современная сказка с готическим подтекстом и сладким центром».
На сайте Metacritic фильм набрал 77 баллов из 100, что основано на 19 отзывах, что указывает на «в целом благоприятные отзывы».
CinemaScore сообщила, что зрители дали фильму оценку «А-».

### Награды и номинации
- 1991 — номинация на премию «Оскар» в категории «лучший грим» (Ви Нейл, Стэн Уинстон)
- 1991 — номинации на премию «Золотой глобус» в категории «лучшая актёрская роль в кинофильме» (Джонни Депп)
- 1991 — номинация на премию BAFTA в категории «лучший дизайн костюмов» (Коллин Этвуд)
- 1992 — премия «Сатурн» в категории «лучший фантастический фильм»
- 1992 — премия BAFTA в категории «лучшее художественное оформление» (Бо Велш)

## Дальнейшие проекты
В 2005 году на основе фильма был поставлен спектакль-балет, а в 2010 - пьеса.
В 2014 году издательство IDW выпустило комикс Эдвард Руки-ножницы, который является продолжением фильма и происходит через несколько десятилетий после его окончания. Создателями выступили сценаристка Кейт Лейт и художник Дрю Рауш. Комикс продлился десять выпусков и впоследствии был издан единой книгой в твёрдом переплёте под названием Эдвард Руки-ножницы: Последний надрез. В предисловии к этому изданию сказано, что Тим Бёртон, живущий по соседству с Дрю Раушем, одобрил комикс.